# Paedocypris progenetica
Paedocypris progenetica är en fiskart som beskrevs av Kottelat, Britz, Tan och Witte 2006. Paedocypris progenetica ingår i släktet Paedocypris och familjen karpfiskar. Inga underarter finns listade i Catalogue of Life.